# Isachne mauritiana
Isachne mauritiana là một loài thực vật có hoa trong họ Hòa thảo. Loài này được Kunth mô tả khoa học đầu tiên năm 1830.